# (19454) Henrymarr
(19454) Henrymarr est un astéroïde de la ceinture principale d'astéroïdes.

## Description
(19454) Henrymarr est un astéroïde de la ceinture principale d'astéroïdes. Il fut découvert le 25 mars 1998 à Socorro (Nouveau-Mexique) par le projet LINEAR. Il présente une orbite caractérisée par un demi-grand axe de 2,35 UA, une excentricité de 0,13 et une inclinaison de 7,1° par rapport à l'écliptique.

## Compléments